# ورزول
ورزول (به انگلیسی: Wirswall) یک روستا و محله مدنی در بریتانیا است که در چشر شرقی واقع شده‌است. ورزول ۷۶ نفر جمعیت دارد.